# Detenute violente
Detenute violente è un film del 1985 diretto da Gianni Siragusa con lo pseudonimo di Willy S. Regan e spesso erroneamente attribuito allo sceneggiatore Sergio Garrone. Il film appartiene al filone Women in prison.
Presentato in censura nel 1983, esce nelle sale italiane solo due anni dopo.